# Discurso Visible

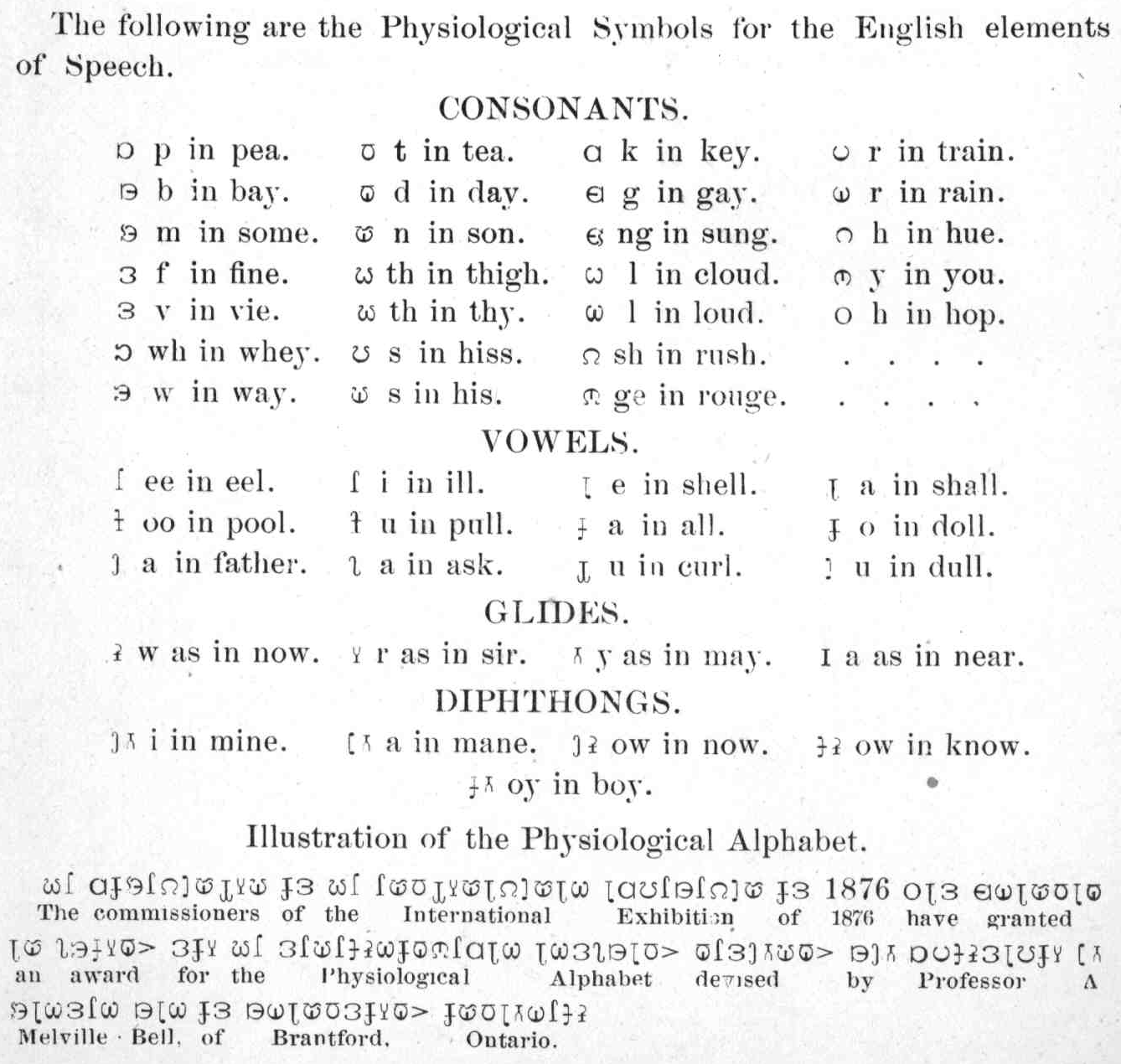
Carta de sonidos del inglés

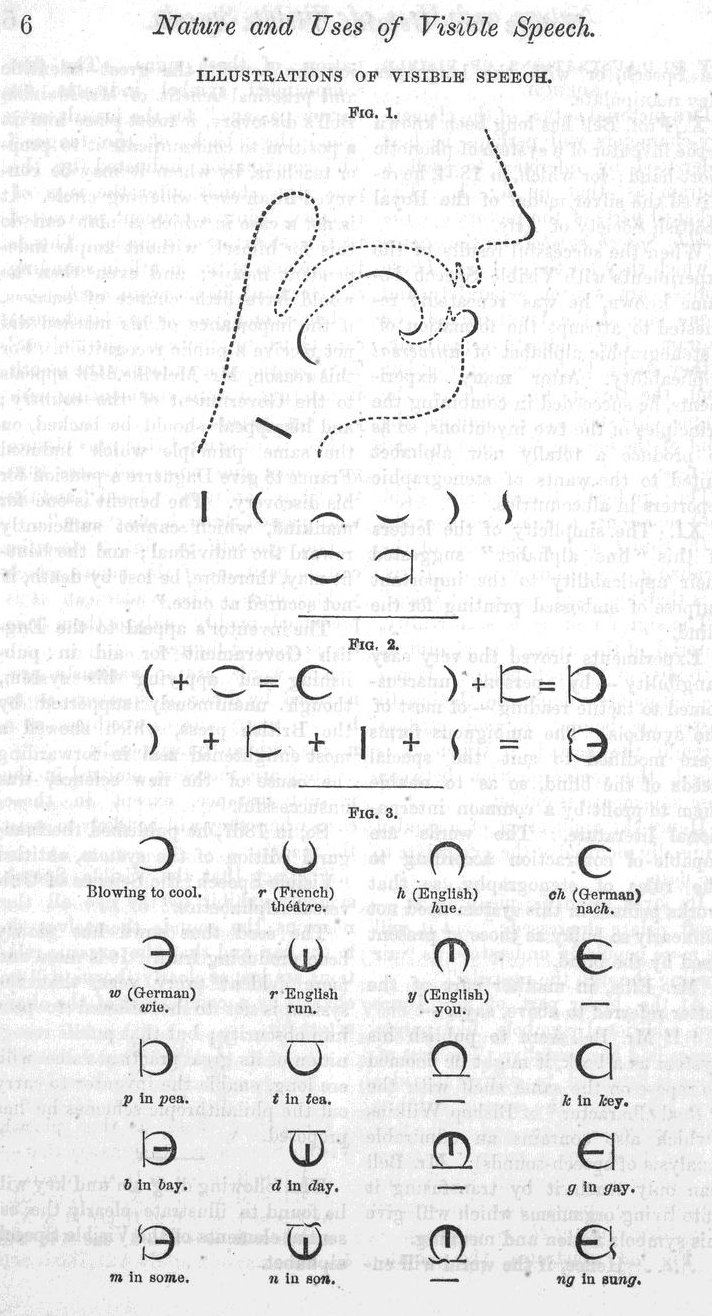
Sobre la Naturaleza y Uso del Discurso Visible

El Discurso Visible (nombre original en inglés:Visible Speech) es un sistema de símbolos fonéticos desarrollado por Alexander Melville Bell en 1867 para representar la posición de los órganos del habla en los sonidos articulados. Bell fue conocido internacionalmente como profesor de habla y elocución, así como por su faceta de autor de libros sobre el tema. El sistema está compuesto de símbolos que muestran la posición y el movimiento de la garganta, la lengua y los labios a medida que producen los sonidos del lenguaje, y es un tipo de notación fonética. El sistema se utilizó para ayudar a los sordos a aprender a hablar.
En 1864, Melville empezó a difundir sus primeros trabajos sobre el Discurso Visible, un método de su invención para ayudar a los sordos a aprender y mejorar su habla (ya que los sordos no podían escuchar su propia pronunciación). Para ayudar a promover el lenguaje, Bell creó dos formas cortas escritas, usando su sistema de 29 modificadores y tonos, 52 consonantes, 36 vocals y una docena de diptongos. Fueron denominados inglés internacional, que era similar al Alfabeto Fonético Internacional; y Escritura Lineal ("Line Writing"), usado como una forma abreviada de taquigrafía.
Los trabajos de Melville sobre el Discurso Visible se hicieron muy notables, y Édouard Séguin los describió como "... un invento más importante que el teléfono de su hijo, Alexander Graham Bell". Melville vio numerosas aplicaciones para su idea, incluido su uso como lenguaje universal. Sin embargo, aunque se promovió en gran medida en el "Segundo Congreso Internacional sobre la Educación de los Sordos" en Milán (Italia) en 1880, después de un período de una docena de años en el que se aplicó a la educación de los sordos, se descubrió que era más engorroso que otros métodos (y por lo tanto, un obstáculo), para la enseñanza del habla a los sordos, y finalmente se desvaneció su uso.
El hijo de Bell, Alexander Graham Bell, aprendió el uso de estos símbolos, ayudó a su padre a hacer demostraciones públicas del sistema y lo dominó hasta el punto de que más tarde mejoró el trabajo de su padre. Con el tiempo, Alexander Graham Bell se convirtió en un poderoso defensor del Discurso Visible y del oralismo en los Estados Unidos. El dinero que ganó con su patente del teléfono y la venta de las patentes del Laboratorio Volta le permitieron continuar con esta misión.

## Los primeros años
En 1867, Alexander Melville Bell publicó el libro "Visible Speech: The Science of Universal Alphabetics" (Discurso Visible: La Ciencia de la Alfabética Universal). Este libro contiene información sobre su sistema de símbolos, que cuando se usaba para escribir palabras, indicaba una pronunciación tan precisa, que incluso podía reflejar acentos regionales. Una persona que lee un texto escrito a mano en el sistema de caracteres de Melville Bell puede reproducir con precisión una oración de la misma manera en la que lo pronunciaría alguien con acento extranjero o regional. En sus demostraciones, Melville Bell empleó a su hijo Alexander Graham Bell para leer la transcripción del discurso visible de las palabras pronunciadas por un voluntario, y asombraba a la audiencia al responder exactamente como lo había dicho el voluntario.
Algunas muestras del sistema de escritura inventado por Melville Bell se pueden ver en las imágenes en esta página. Estas imágenes representan la intención de Melville Bell de crear un sistema gráfico en el que los caracteres realmente se parecen a la posición de la boca cuando se pronuncian en voz alta. El sistema es útil no solo porque su representación visual imita el acto físico de hablar, sino porque estos símbolos pueden usarse para escribir palabras en cualquier idioma, de ahí el nombre de "Alfabética universal".
El sistema de Melville Bell fue eficaz para ayudar a las personas sordas a mejorar su pronunciación, pero su hijo Graham Bell decidió mejorar la invención de su padre al crear un sistema de escritura que era aún más preciso y empleaba la tecnología más avanzada de la época.

## Una nueva versión de la pronunciación para sordos
Alexander Graham Bell ideó luego otro sistema de señales visuales que también se conoció como discurso visible, pero este sistema no usaba símbolos escritos en un papel para enseñar a las personas sordas a pronunciar palabras. En cambio, el sistema de Graham Bell, desarrollado en el Laboratorio Volta en Washington D. C., involucró el uso de un espectrograma, un dispositivo que hace "registros visibles de la frecuencia, intensidad y análisis de tiempo de muestras cortas de habla" . El espectrograma tradujo los sonidos en patrones legibles a través de un proceso fotográfico. Este sistema se basó en la idea de que el ojo debería poder leer los patrones de vocalización de la misma manera que el oído traduce estas vocalizaciones en significados. La innovadora idea del espectrograma de Bell muestra espectros de sonido en tiempo real y se utiliza en fonología, terapia del lenguaje y reconocimiento del habla.

## Método
La idea del uso de un espectrógrafo para reflejar el habla en una representación visual se desarrolló con la esperanza de permitir que los sordos usaran el teléfono. Si los sonidos pueden traducirse en algo legible, entonces una persona sorda equipada con un receptor podría "leer" el patrón del habla para determinar su significado sin tener que escuchar lo que se había dicho. Las lecturas del espectrógrafo también podrían usarse para enseñar la pronunciación haciendo que una persona hable ante el espectrógrafo y vea una pequeña pantalla similar a un televisor para comprobar la precisión de sus emisiones.